# Rue Paul-Bély
La rue Paul-Bély est une voie de Toulouse, chef-lieu de la région Occitanie, dans le Midi de la France.

## Situation et accès

### Description
La rue Paul-Bély est une voie publique. Elle se trouve dans le quartier de La Faourette, dans le secteur 2 - Rive gauche.
Elle naît perpendiculairement à la route de Seysses, presque au niveau du rond-point du 21-Septembre-2001, au croisement de la route d'Espagne et de l'avenue de Muret. Elle suit sur 134 mètres un parcours rectiligne, orienté au nord-ouest, pour obliquer ensuite au sud-ouest et, après 69 mètres, rejoindre la rue de la Faourette.
La chaussée compte une seule voie de circulation automobile à double-sens. Il n'existe pas d'aménagement cyclable.

### Voies rencontrées
La rue Paul-Bély rencontre les voies suivantes, dans l'ordre des numéros croissants :
1. Route de Seysses
2. Rue de la Faourette

### Transports
La rue Paul-Bély n'est pas directement desservie par les transports en commun. Elle débouche cependant sur la route de Seysses, parcourue par la ligne de Linéo L4. Un peu plus loin, l'avenue de Muret et la route d'Espagne abritent également les arrêts de la ligne de Linéo L5 et de bus 152.

## Odonymie
La rue, percée en impasse en 1907, fut d'abord connue comme l'impasse Châtaignier. Mais en 1934, ce nom fut attribué à une nouvelle impasse, aménagée dans le quartier de Lardenne, près du chemin du Ramelet-Moundi. Comme l'impasse Châtaignier venait d'être prolongée jusqu'à la rue de la Faourette, il fut décidé de lui donner le nom des deux lotisseurs, Émile Paul et Mme veuve Bély.

## Patrimoine et lieux d'intérêt
- no  6 : maison.
La maison est construite vers 1937, dans le cadre du lotissement Paul-Bély[1].
- no  11 : maison (vers 1937)[2].
- no  30 : maison (vers 1937)[3].